# Passo Hajigak
Il passo Hajigak è situato a 3700 m s.l.m. ed è uno dei due principali collegamenti tra Kabul e Bamiyan nell'Afghanistan centrale.
Le due vie più importanti che uniscono le due città passano una a sud attraverso il passo Hajigak e una a nord attraverso il passo Shibar. Quest'ultima via, lunga 237 km e percorsa in circa 6 ore e mezza, viene preferita dal punto di vista della sicurezza perché a causa del rigido clima della zona, il passo Hajigak rimane coperto dalla neve per lunghi periodi dell'anno.